# Gelencsér Tímea
Gelencsér Tímea (Budapest, 1993. december 21. –) magyar szépségkirálynő, modell, sportoló, televíziós személyiség, műsorvezető. A 2016-os Miss World Hungary győztese.

## Élete
Két nővére van, Gelencsér Orsolya és Gelencsér Hajnalka.
10 éven át Fit-Kid versenyző volt, ahol országos bajnoki címet szerzett, Európa-bajnokságon második lett. 2016-ban megnyerte a Miss World Hungaryt, és Washingtonban képviselte hazánkat a világversenyen, ahol bekerült 120 induló közül a legszebb 20 versenyző közé a Miss Worldben.
Tanulmányait az Amerikai Universityn kezdte amit abbahagyott. Tanult a New York Film Academy-n is Los Angelesben.
2017-ben szerepelt a TV2 Ninja Warriorban.
2019-ben szerepelt a TV2 Exatlon Hungary első évadában, ahol a második legjobb női versenyző lett. A következő két évadban visszatért mint riporter.
Ugyancsak 2019-ben a Fuss, család, fuss! egyik edzője volt.
2020-ban szerepelt a TV2 Dancing with the stars első évadában ; melyet partnerével Hegyes Bertalannal végül megnyertek. A második, a harmadik és a negyedik évadban a műsor háttérműsorainak műsorvezetője volt.
2022-ben részt vett az Ázsia expressz 3.szeriájában Balogh Szimonával, majd miután kiestek, vissza hivták a játékba, a már szintén kiesett Rozs Gerivel párban. Ötödikek lettek. 
2024 őszétől az RTL Hell Boxing Kings műsorát vezeti Szujó Zoltán mellett.

## Műsorai
| Év        | Műsor             | Szerep      | Csatorna |
| --------- | ----------------- | ----------- | -------- |
| 2020–2021 | Exatlon Hungary   | Riporter    |          |
| 2021–2023 | Dancefloor        | Műsorvezető |          |
| 2024      | Álarcos Énekes    | Versenyző   |          |
| 2024–     | Hell Boxing Kings | Műsorvezető |          |